# Guglielmo Zucchi
Guglielmo Zucchi (Alessandria, ... – Alessandria, 7 febbraio 1377) è stato un presbitero italiano, venerato dalla Chiesa cattolica come beato.

## Biografia

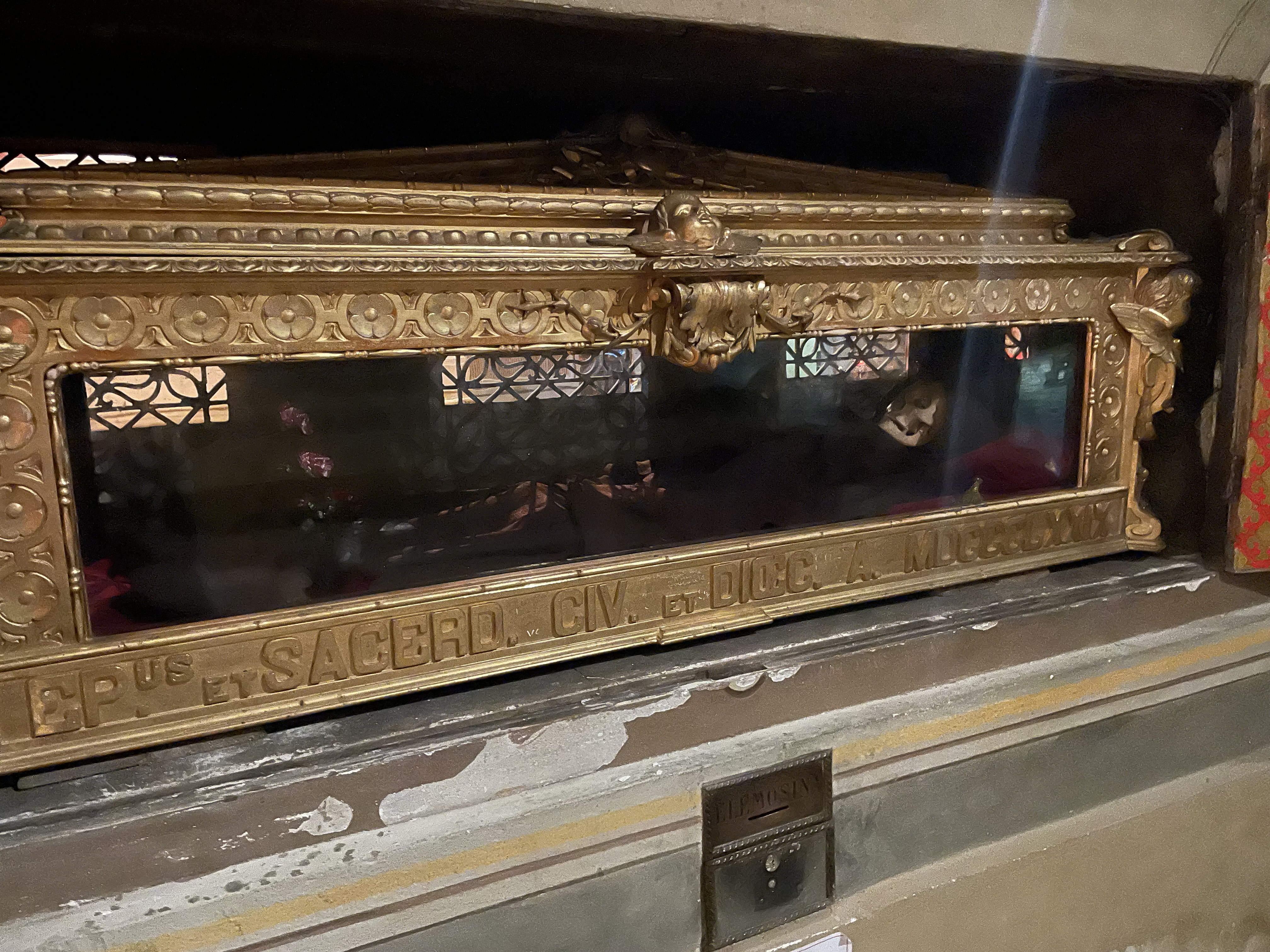
Teca con i resti mortali del beato Zucchi conservata nel duomo di Alessandria.

Guglielmo, la cui data di nascita rimane non documentata, nacque ad Alessandria all'interno di una famiglia che le fonti storiche successive hanno identificato con il nome di Zucchi. Le informazioni riguardanti la sua infanzia e adolescenza sono avvolte nel silenzio delle cronache. Si narra che, sin dalla gioventù, abbracciò la vita eremitica per un periodo, vivendo in solitudine e preghiera. Successivamente ordinato sacerdote, gli fu affidata la responsabilità di sorvegliare i lavori di ampliamento della cattedrale della città, assumendo l'incarico di prefetto della fabbrica.
La vita di Guglielmo si distinse per un fervente zelo religioso e un'impareggiabile dedizione alla carità. Una leggenda popolare narra che, nonostante donasse incessantemente ai bisognosi, la sua borsa non si svuotasse mai, permettendogli di continuare le sue opere di bene. Questo fenomeno miracoloso diede origine al modo di dire locale che equiparava la generosità inesauribile a "possedere la borsa di fra Guglielmo". Questa espressione divenne comune fra coloro che si trovavano sollecitati a offrire elemosine, solitamente replicando con umiltà di non disporre delle risorse prodigiose attribuite a Guglielmo.
Morì nella sua città natale il 7 febbraio 1377 e fu sepolto nel chiostro del convento domenicano di San Marco.

## Culto
La crescente venerazione da parte della popolazione locale portarono in seguito alla traslazione delle sue spoglie nella cripta della chiesa, per facilitarne l'accesso ai devoti. La procedura per la sua beatificazione prese avvio nel 1438, testimoniando il profondo impatto spirituale che Guglielmo ebbe lasciato nella sua comunità.
Il 30 aprile 1662, i resti di Guglielmo furono solennemente trasferiti sotto l'altare maggiore della chiesa, rimanendovi fino al 7 agosto 1796, quando le truppe francesi profanarono San Marco. Successivamente, il 9 settembre 1802, fu possibile recuperare le reliquie e trasferirle nella cappella di San Giuseppe della antica cattedrale di san Pietro di Alessandria. L'ordine di demolire il vecchio duomo, da parte di Napoleone Bonaparte, portò il vicario vescovile, mons. Benevole, a custodire le reliquie di Guglielmo nel proprio oratorio privato, fino al loro ritorno sotto l'altare maggiore il 2 dicembre 1810.
I restauri della cattedrale nel 1876 necessitarono di un ulteriore spostamento temporaneo delle reliquie nella chiesa della santissima Trinità, fino al loro definitivo collocamento il 24 aprile 1879 all'interno di una teca in vetro nella cappella del Rosario del duomo di Alessandria.
Nel 1628, Bartolomeo Zucchi, a Pavia, contribuì alla memoria di Guglielmo con la pubblicazione della "Breve relatione del beato Guglielmo Zucchio", arricchendo ulteriormente il patrimonio storico e spirituale legato alla sua figura. La venerazione per Guglielmo Zucchi è stata formalmente riconosciuta attraverso un processo ab immemorabili avviato il 15 giugno 1977, e ogni anno, in occasione della sua festività il 7 febbraio, l'urna contenente i suoi resti viene esposta al pubblico, perpetuandone la memoria.